# Posada de la Cartoixa
La posada de la cartoixa és un edifici d'estil gòtic, que des de 1626 fins al segle XIX fou posada de la Cartoixa de Valldemossa. Abans era propietat de la família Gual-Zanglada. Arran de la desamortització, a l’any 1836,  fou adquirida pel compte d’Espanya, originàriament anomenat Espagnac, que tenia origen francès.  
Va ser objecte d’una gran reforma, a l’any 1732. Destaca el portal barroc, senzill i auster, amb un frontó corbat trencat. Els elements en forma d'estípit li confereixen un toc manierista. Tot el conjunt és rematat per la imatge de Sant Bru, fundador de l'ordre de la Cartoixa. Just davall de la imatge, sobre la llinda de la porta, hi ha l'escut de la Cartoixa de Jesús Natzaret de Valldemossa.  
Compta amb un pati petit, precedit per un vestíbul amb un enteixinat de fusta sostingut per dos arcs rebaixats. Una de les restes més antigues del casal és l’escala de dos rams, adossada a la pared.